# Puntate di The Dude Perfect Show
| Stagione         | Puntate | Prima TV USA | Prima TV Italia |
| ---------------- | ------- | ------------ | --------------- |
| Prima stagione   | 13      | 2016         | 2016            |
| Seconda stagione | 20      | 2017-2018    | 2018            |
| Terza stagione   | 15      | 2018 - 2019  | 2019            |

## Prima stagione
| n° | Titolo originale                       | Titolo italiano | Prima TV USA   | Prima TV Italia |
| -- | -------------------------------------- | --------------- | -------------- | --------------- |
| 1  | Pace Off                               |                 | 14 aprile 2016 | 2016            |
| 2  | The Luke Bryan Archery Cart Battle     |                 | 14 aprile 2016 | 2016            |
| 3  | Aaron Rodgers, Chris Paul, and a Panda |                 | 21 aprile 2016 | 2016            |
| 4  | Dried Perfect                          |                 | 28 aprile 2016 | 2016            |
| 5  | Un-Twinning                            |                 | 5 maggio 2016  | 2016            |
| 6  | London                                 |                 | 12 maggio 2016 | 2016            |
| 7  | Bass-elor Party"                       |                 | 19 maggio 2016 | 2016            |
| 8  | Man School                             |                 | 26 maggio 2016 | 2016            |
| 9  | Fire Edition                           |                 | 2 giugno 2016  | 2016            |
| 10 | Cold Weather Tested                    |                 | 9 giugno 2016  | 2016            |
| 11 | H-O-R-S-E on a Horse                   |                 | 16 giugno 2016 | 2016            |
| 12 | Temp Bro                               |                 | 23 giugno 2016 | 2016            |
| 13 | The Curse of Coby Cotton               |                 | 30 giugno 2016 | 2016            |

## Seconda stagione
| n° | Codice di prod. | Titolo originale                                 | Titolo italiano                                      | Prima TV USA      | Prima TV Italia |
| -- | --------------- | ------------------------------------------------ | ---------------------------------------------------- | ----------------- | --------------- |
| 1  | 212             | World's Largest Basketball Shot / Surfing        | Tiro di basket più grande del mondo / Surf           | 16 luglio 2017    | 9 luglio 2018   |
| 2  | 201             | Velcro Dodgeball / Trust                         | Dogball con il velcro / Fiducia                      | 22 luglio 2017    | 2 luglio 2018   |
| 3  | 216             | Beat the Heat / Game Night                       | Combatti il caldo / Notte del gioco                  | 29 luglio 2017    | 11 luglio 2018  |
| 4  | 214             | Twins Birthday Bash / Daddy Daughter Dance       | Festa di compleanno dei gemelli / Ballo padre-figlia | 5 agosto 2017     | 10 luglio 2018  |
| 5  | 203             | DP Jr. / Go Kart Soccer                          | Piccoli Dude Perfect / Calcio con i Go Kart          | 25 settembre 2017 | 3 luglio 2018   |
| 6  | 205             | Guinness World Records / Catapult                | Guinness World Records / Catapukta                   | 26 settembre 2017 | 4 luglio 2018   |
| 7  | 207             | Sportscasters / Wakeboarding Flip                | Telecronisti / Salto con il Wakeboard                | 27 settembre 2017 | 5 luglio 2018   |
| 8  | 220             | Sportscasters / Wakeboarding Flip                | Rivalità tra fratelli / Mega Comhole                 | 28 settembre 2017 | 13 luglio 2018  |
| 9  | 210             | Battle of the Senseless / Action Photoshoot      | Bagno pulito / I supereroi                           | 29 settembre 2017 | 6 luglio 2018   |
| 10 | 202             | Double Office Breakdown / Running with the Balls | L'ufficio doppio / Bolle rotolanti                   | 16 ottobre 2017   | 2 luglio 2018   |
| 11 | 211             | Slow Motion / Martial Arts                       | Rallenty / Arti Marziali                             | 17 ottobre 2017   | 9 luglio 2018   |
| 12 | 215             | Chefgician / Science Fair                        | Magi-cuoco / Mostra di Scezne                        | 18 ottobre 2017   | 11 luglio 2018  |
| 13 | 219             | Home Run Derby / Baby Bootcamp                   | Home Run Derby / Addestramento neonati               | 19 ottobre 2017   | 13 luglio 2018  |
| 14 | 218             | Coby's Parade / Brain vs. Brawn                  | La parata di Coby / Cervello contro muscoli          | 20 ottobre 2017   | 12 luglio 2018  |
| 15 | 213             | Dog Show / Wrestling                             | Gara canina / Wrestling                              | 7 gennaio 2018    | 10 luglio 2018  |
| 16 | 217             | Fear of Heights / Sit Down Stand-Off             | Paura d'altezza / Relax attivo                       | 14 gennaio 2018   | 12 luglio 2018  |
| 17 | 204             | Droning for the Future / Giant Pizza             | Droni per il futuro / Pizza gigante                  | 21 gennaio 2018   | 3 luglio 2018   |
| 18 | 206             | Mom Perfect / Spelling Bee                       | Mamma perfetta / Gara di Spelling                    | 28 gennaio 2018   | 4 luglio 2018   |
| 19 | 209             | Pro Football Experience / Combined Sports        | Professionisti del Football / Sport combinati        | 4 febbraio 2018   | 6 luglio 2018   |
| 20 | 208             | Dudes of Destruction / Camping                   | Distruzione Dude / Campeggio                         | 4 febbraio 2018   | 5 luglio 2018   |

## Terza stagione
| n° | Codice di prod. | Titolo originale                             | Titolo italiano                      | Prima TV USA     | Prima TV Italia  |
| -- | --------------- | -------------------------------------------- | ------------------------------------ | ---------------- | ---------------- |
| 1  | 301             | Trick Shots / Treats                         | Dolcetto o scherzetto                | 27 ottobre 2018  | 4 novembre 2019  |
| 2  | 307             | Rocket Dudes / Sport of the Future           | Nuovi razzi/Lo sport del futuro      | 8 febbraio 2019  | 11 novembre 2019 |
| 3  | 304             | Escape Room / King of the Lake               | Escape room/Re del lago              | 22 febbraio 2019 | 7 novembre 2019  |
| 4  | 308             | Stunt Dudes / Race Off                       | Controfigure/Corse                   | 1º marzo 2019    | 12 novembre 2019 |
| 5  | 312             | Guinness / Texas A&M                         | Guinness/Texas A&M                   | 22 aprile 2019   | 16 novembre 2019 |
| 6  | 315             | Random Fools Day / Tall Order                | TBA                                  | 23 aprile 2019   | Inedito          |
| 7  | 309             | Bungee Dunk / Dudes Ranch                    | Bungee dunk/Il ranch                 | 24 aprile 2019   | 13 novembre 2019 |
| 8  | 313             | State Fair / Fan Mail                        | Fiera di stato/Posta dei fan         | 25 aprile 2019   | 18 novembre 2019 |
| 9  | 310             | Super Heroes / Fun Raiser                    | Supereroi/Raccolta fondi             | 29 aprile 2019   | 14 novembre 2019 |
| 10 | 302             | Face Your Fears / Sport Upgrades             | Affronta le tue paure/Sport 2.0      | 30 aprile 2019   | 5 novembre 2019  |
| 11 | 306             | RC Planes / DP All Night                     | Mini aerei/Svegli tutta la notte     | 1º maggio 2019   | 9 novembre 2019  |
| 12 | 305             | Outdoor Challenge / Dudes of the Round Table | Sfida all'aperto/Festa medievale     | 2 maggio 2019    | 8 novembre 2019  |
| 13 | 314             | Stars for a Day / Dude Impossible            | Star per un giorno/Dude impossible   | 6 maggio 2019    | 17 novembre 2019 |
| 14 | 303             | Rough Riders / Ancient Games                 | Rudi cavalieri/Giochi dell'antichità | 7 maggio 2019    | 6 novembre 2019  |
| 15 | 311             | Court Upgrades / Ballon-a-thon               | Compo 2.0/Bombe d'acqua              | 8 maggio 2019    | 15 novembre 2019 |